# 樫保山
樫保山（ロシア語: гора Маячная, かしほやま）は、樺太島の中部東海岸にある山である。
当該地域の領有権に関しては樺太の項目を、現状に関してはサハリン州の項目を参照のこと。

## 概要
- 元泊郡元泊村に位置し、樫保岳、中岳、北岳の三山からなる樫保三富士の総称が樫保山である。
- 高山植物帯は特有の高山植物が多く、樺太天然記念物である。
- レブンソウやリシリシノブの北限地といわれている。
- 最寄駅は樺太東線樫保駅であった。